# Cleopatra Borel
Cleopatra Borel (2005-2010 Borel-Brown; ur. 10 marca 1979) – trynidadzko-tobagijska lekkoatletka specjalizująca się w pchnięciu kulą.
W 2002 roku uplasowała się tuż za podium, zajmując czwarte miejsce, na igrzyskach Wspólnoty Narodów. Rok później była szósta na igrzyskach panamerykańskich, a w 2004 roku zajęła dziesiątą lokatę na igrzyskach olimpijskich. W 2005 odpadła w eliminacjach mistrzostw świata. Zajęła ósme miejsce na halowych mistrzostwach świata w 2006 roku oraz, w tym samym sezonie, wywalczyła brązowe medale igrzysk Wspólnoty Narodów oraz igrzysk krajów Ameryki Środkowej i Karaibów. Zdobywczyni brązowego medalu igrzysk panamerykańskich w Rio de Janeiro (2007). Nie udało jej wywalczyć awansu do finału na mistrzostwach świata w Osace (2007), igrzyskach olimpijskich w Pekinie (2008) oraz mistrzostwach globu w Berlinie (2009). Stanęła na drugim stopniu podium igrzysk Wspólnoty Narodów w roku 2010. Srebrna medalistka igrzysk panamerykańskich (2011). W 2014 sięgnęła po srebro igrzysk Wspólnoty Narodów w Glasgow. Wielokrotna medalistka mistrzostw Ameryki Środkowej i Karaibów.
Wielokrotna medalistka mistrzostw kraju (ostatnio zdobyła złoto podczas czempionatu w 2010).
Rekordy życiowe w pchnięciu kulą: stadion – 19,42 (8 lipca 2011, Paryż); hala – 19,48 (14 lutego 2004, Blacksburg). Oba rekordy Borel-Brown są aktualnymi rekordami Trynidadu i Tobago.

## Osiągnięcia
| Rok  | Impreza                                  | Miejsce             | Lokata            | Wynik |
| ---- | ---------------------------------------- | ------------------- | ----------------- | ----- |
| 2002 | Igrzyska Wspólnoty Narodów               | Manchester          | 4. miejsce        | 16,27 |
| 2003 | Mistrzostwa Ameryki Środkowej i Karaibów | Saint George’s      | 3. miejsce        | 17,79 |
| 2003 | Igrzyska panamerykańskie                 | Santo Domingo       | 6. miejsce        | 17,23 |
| 2004 | Halowe mistrzostwa świata                | Budapeszt           | el. – 11. miejsce | 18,19 |
| 2004 | Igrzyska olimpijskie                     | Ateny               | 10. miejsce       | 18,35 |
| 2004 | Światowy finał lekkoatletyczny IAAF      | Monako              | 8. miejsce        | 16,24 |
| 2005 | Mistrzostwa Ameryki Środkowej i Karaibów | Nassau              | 2. miejsce        | 18,05 |
| 2005 | Mistrzostwa świata                       | Helsinki            | el. – 18. miejsce | 17,31 |
| 2006 | Halowe mistrzostwa świata                | Moskwa              | 8. miejsce        | 18,19 |
| 2006 | Igrzyska Ameryki Środkowej i Karaibów    | Cartagena de Indias | 3. miejsce        | 18,33 |
| 2006 | Igrzyska Wspólnoty Narodów               | Melbourne           | 3. miejsce        | 17,87 |
| 2007 | Mistrzostwa NACAC                        | San Salvador        | 1. miejsce        | 17,53 |
| 2007 | Igrzyska panamerykańskie                 | Rio de Janeiro      | 3. miejsce        | 18,22 |
| 2007 | Mistrzostwa świata                       | Osaka               | el. – 18. miejsce | 17,29 |
| 2007 | Światowy finał lekkoatletyczny IAAF      | Stuttgart           | 5. miejsce        | 18,66 |
| 2008 | Halowe mistrzostwa świata                | Walencja            | 7. miejsce        | 18,47 |
| 2008 | Mistrzostwa Ameryki Środkowej i Karaibów | Cali                | 1. miejsce        | 18,39 |
| 2008 | Igrzyska olimpijskie                     | Pekin               | el. – 17. miejsce | 17,96 |
| 2008 | Światowy finał lekkoatletyczny IAAF      | Stuttgart           | 4. miejsce        | 18,50 |
| 2009 | Mistrzostwa Ameryki Środkowej i Karaibów | Hawana              | 3. miejsce        | 17,98 |
| 2009 | Mistrzostwa świata                       | Berlin              | el. – 13. miejsce | 17,99 |
| 2010 | Halowe mistrzostwa świata                | Doha                | el. – 11. miejsce | 18,31 |
| 2010 | Igrzyska Ameryki Środkowej i Karaibów    | Mayagüez            | 1. miejsce        | 18,76 |
| 2010 | Igrzyska Wspólnoty Narodów               | Nowe Delhi          | 2. miejsce        | 19,03 |
| 2011 | Mistrzostwa Ameryki Środkowej i Karaibów | Mayagüez            | 1. miejsce        | 19,00 |
| 2011 | Mistrzostwa świata                       | Daegu               | 13. miejsce       | 17,62 |
| 2011 | Igrzyska panamerykańskie                 | Guadalajara         | 2. miejsce        | 18,46 |
| 2012 | Igrzyska olimpijskie                     | Londyn              | el. – 13. miejsce | 18,36 |
| 2013 | Mistrzostwa Ameryki Środkowej i Karaibów | Morelia             | 1. miejsce        | 17,56 |
| 2013 | Mistrzostwa świata                       | Moskwa              | el. – 14. miejsce | 17,84 |
| 2014 | Igrzyska Wspólnoty Narodów               | Glasgow             | 2. miejsce        | 18,57 |
| 2014 | Puchar interkontynentalny                | Marrakesz           | 5. miejsce        | 18,68 |
| 2014 | Igrzyska Ameryki Środkowej i Karaibów    | Xalapa              | 1. miejsce        | 18,99 |
| 2015 | Igrzyska panamerykańskie                 | Toronto             | 1. miejsce        | 18,67 |
| 2015 | Mistrzostwa świata                       | Pekin               | 12. miejsce       | 17,43 |
| 2016 | Halowe mistrzostwa świata                | Portland            | 4. miejsce        | 18,38 |
| 2016 | Igrzyska olimpijskie                     | Rio de Janeiro      | 7. miejsce        | 18,37 |
| 2018 | Halowe mistrzostwa świata                | Birmingham          | 9. miejsce        | 17,80 |